# Cizelování

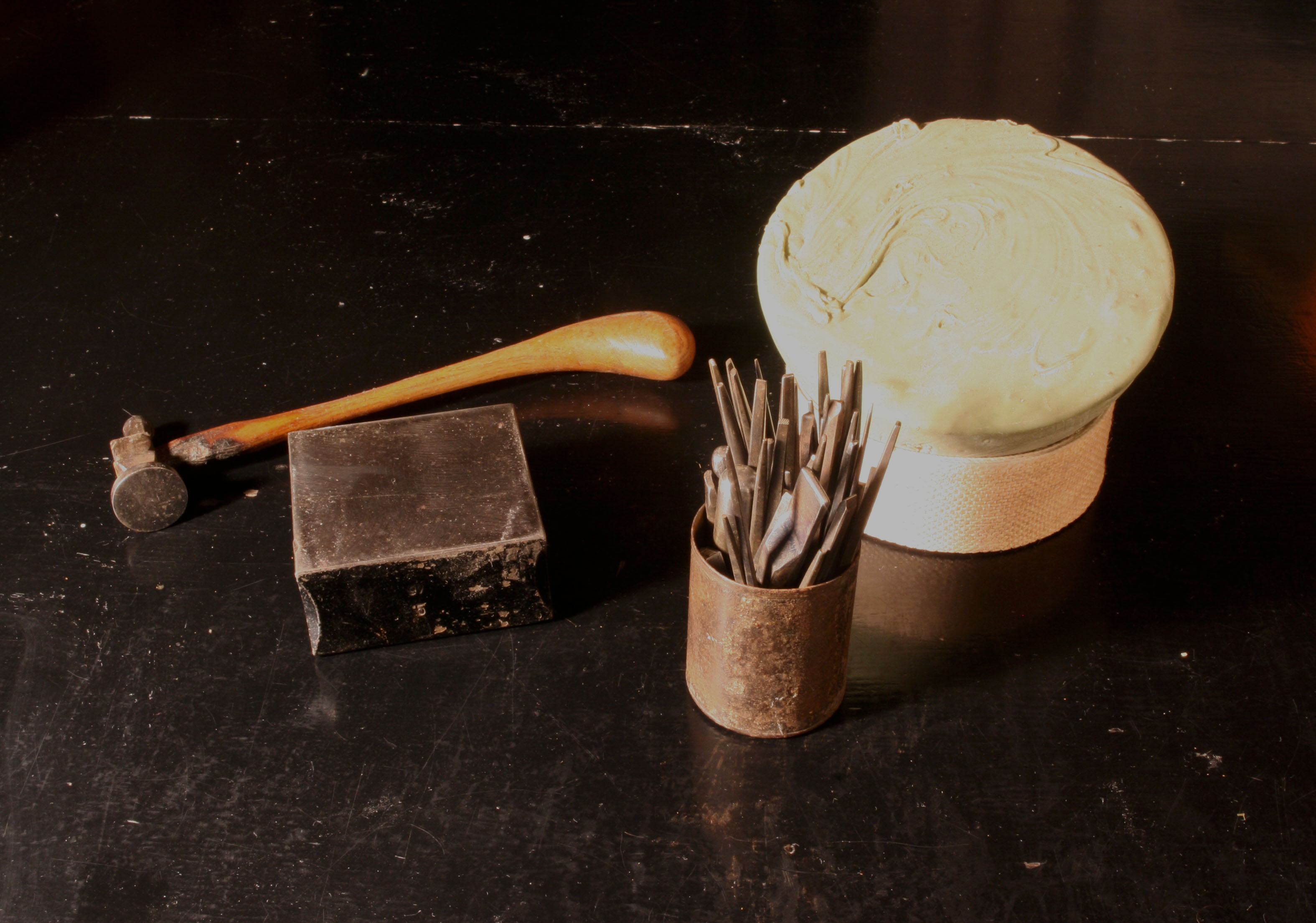
Nástroje pro cizelování (uměleckořemeslné opracování, a retušování výrobků z kovů).

Cizelování je uměleckořemeslné opracování, úprava (retušování) výrobků z kovů (typicky např. odlitků), při kterém se používají speciální nástroje tzv. puncny. Cizelovat lze za tepla i za studena. Člověk, který tuto práci vykonává, se nazývá cizelér.
Cizelování nemusí být jenom retušování, ale může se jednat i o zdobení tepáním, tj. druh uměleckořemeslného zpracování kovů, při kterém se pomocí speciálních nástrojů (čakanů) vytepávají obvykle do slabého mosazného nebo měděného plechu různé plastické tvary, obrazce, písmena apod. Cizelování umožňuje dosáhnout neobvyklé plasticity a hloubky. Cílem je dodat povrchu požadovaný estetický vzhled a zvýraznit jeho umělecké působení.

## Postup při cizelování
Protože tepané části z plechu nelze nijak upínat, lepíme je na cizelérskou smůlu. Tu si připravíme takto:
V železné nádobě naplněné asi do poloviny rozpustíme bednářskou smůlu, přidáme do ní trochu loje a hrudku kalafuny. Po rozvaření přidáváme za stálého míchání jemnou tzv. alabastrovou sádru. Tu sypeme tak dlouho, až z tyče, kterou mícháme, smůla plynule nestéká, ale začne se trhat (stane se tak při poměru přibližně 2 díly smůly a 1 díl sádry). Potřebujeme-li měkčí smůlu na plastické zpracování plechu, přidáme sádry méně, na povrchové zpracování je zapotřebí smůla tvrdší, dáme tedy sádry více.
Připravenou smůlu nalijeme buď na prkno, nebo půlkouli. Prkno ohradíme plechovým páskem, který po ztvrdnutí smůly odstraníme. Plech, který budeme cizelovat, u okrajů zahneme dolů a zespodu lehce namázneme olejem. Smůlu na prkně nahřejeme plynovým hořákem a plech do ní zatlačíme. Dáváme pozor, aby vespodu nebyly vzduchové bubliny. Budeme-li cizelovat misky, nejprve je naplníme smůlou a teprve potom přilepíme na prkno. Při práci si prkno podložíme koženým polštářem naplněným pískem.
Menší části lepíme na cizelérskou kouli. Nejvhodnější je půlkoule z šedé litiny průměru asi 200 mm. Na dno nalijeme sádru a na ni vrstvu smůly tlustou asi 4 cm. Máme-li půlkouli vytlačenu z plechu, vyplníme dno olovem, aby koule dobře seděla. Při práci ji posadíme do kroužku z řemenů, což umožňuje naklonění koule v požadovaném směru.
Přilepený plech potřeme bílou barvou (temperou nebo latexem) a po zaschnutí překopírujeme nebo přímo nakreslíme požadovaný námět. Aby se kresba při práci nesmazala, zafixujeme ji lehkým přestříknutím průhledným lakem. Kontury kresby se zarýhují rýkovákem, plech se mírně nahřeje, odlepí, očistí (v petroleji nebo vyžíháním) a nalepí na měkčí smůlu rubem navrch.
Nyní v plechu ocelovými nebo dřevěnými hnáči vyrazíme plastiku. Abychom si mohli lépe představit její pozitivní modelaci, vtlačíme do plechu plastelínu, která po vyjmutí ukáže, zda jsme se při vyrážení nedopustili chyb. Po úplném vymodelování sejmeme plech ze smůly a je-li třeba, nalepíme ho znovu na tvrdou smůlu lícem navrch.
Reliéfy a basreliéfy lidských a zvířecích hlav se opracují jen modelováky a dřevěnými špalíky, aby hlava nebyla tvrdá. Slohové akanty, stylizované rostlinné motivy apod. se opracují různými čakany, jako jsou zrnáče, osazovače, matováky apod., aby se zvýšil plastický dojem.
Při práci s čakany používáme cizelérské kladívko. Má velmi štíhlou, pružnou násadu ukončenou vejcovitým rozšířením. Nejlepší násada je z akátu, který má velmi dlouhé vlákno, takže se tak lehce nepřerazí. Kladivo držíme v dlani velmi lehce a ukazováčkem řídíme sílu úderu. Velmi jemnou plastiku (např. pro individuální bižuterii) z měděné nebo stříbrné fólie vytlačujeme ocelovými a dřevěnými kolíky potřebného tvaru na pryžové podložce. Naproti tomu monumentální reliéfy vyklepáváme upravenými paličkami, dřevěnými špalíky a vytloukacími kladivy na koženým polštářích naplněných pískem. Textilní polštáře nebo pytle nejsou vhodné, protože prach se dostane skrz tkaninu.
Důležitý je i druh modelace. Vyhlazené, popř. vyleštěné zaoblené plochy se zdají mnohem vypouklejší než stejné plochy s modelací drsnou, matovou. Průřez plochy neděláme kruhový (i když je takový model), ale oválný. Umění je najít takový průřez, aby světla a stíny na plastice udělaly dojem válcové či kulové plochy.
Tepeme-li více kusů značně složitých plastik, je možno si připravit matrici, do které potom plech zatepla či zastudena vtloukáme.
Postup při tepání/cizelování plastiky:
1. Z hlíny nebo plastelíny si vymodelujeme celou plastiku, popř. jen její nejsložitější část.
2. Na model nalijeme sádru a tak připravíme negativ, který necháme odlít z bronzu.
3. Plech upevníme kolem dokola na matrici, aby se mohl jen velmi těžko posunovat a dřevěnými hnáči ho vtloukáme do matrice.
4. Po protepání z rubu nalijeme do protepaného plechu olovo a modelujeme části, které by zevnitř nešly vyklepat (např. u obličeje nosní dírky), popř. zarýhujeme (např. obočí, vlasy, vousy apod.).
Pro pamětní plakety apod. se nejdříve zhotoví ze sádry několikrát zvětšený model, ten se odlije do bronzu, cizelérsky opracuje a teprve potom se na redukovacím stroji jehlou vyfrézuje ocelová raznice patřičných rozměrů. Při cizelování bronzového modelu dbáme, aby nikde nevznikly ostré hrany, o které by zachycoval palec nebo se zlomila frézička redukčního stroje (pantografu).

## Ve vinařství
Technika cizelování se také používá v zemědělství (vinařství), kde znamená odstřihování přebytečných bobulí z hroznů vinné révy po odkvětu, s cílem zlepšit kvalitu výsledného produktu.